# Лунд, Регина
Регина Шарлотта Теодора Лунд (швед. Regina Charlotta Theodora Lund; род. 17 июля 1967, Вааса) — шведская актриса и певица. Дочь актрисы Соня Лунд.

## Ранние годы
Отец Регины режиссер Кристиана Лунда (1943—2007) и мать актриса Сони Лунд (родилась в 1942 году в Ваасе, Финляндия.). Детство Регины прошло в городе Евле на востоку Швеции с бабушкой и дедушкой.

## Карьера
Свою актерскую карьеру она начала с немой роли в телевизионном фильме « Ден ня маннискан» в 1979 году, снятом ее отцом. Она сделала большой прорыв в роли домохозяйки Лайлы Кланг в Tierp в радиошоу Klang & Co в 1993 году и в качестве секретаря Моны в телесериале Rederiet. В 1995 году Лунд была удостоена награды Guldmasken (Золотая маска) за лучшую женскую роль в мюзикле за роль в «I hetaste laget» .
В 2004 году она была одним из ведущих радиопрограммы «Соммара», рассказывая о своей жизни и своей карьере до этого момента. В 2007 году она исполнила песню «Радужная звезда» в музыкальном конкурсе "Melodifestivalen 2007. Она озвучила роль Глории Бегемот в шведской дублированной версии фильма DreamWorks « Мадагаскар» .
Лунд начала свою актерскую карьеру в фильме « Гарри и Соня» 1996 года, где она сыграла спасателя в бассейне со Стелланом Скарсгардом . Она сыграла главную роль в триллере 1999 года «Sjön» . После этого у нее были еще больше главных ролей. . В 2004 году она появилась в скандальном фильме «Kärlekens språk», а также снялась в фильме «Göta kanal 2 — Kanalkampen» .

## Музыка
Лунд делала дебют с Дохан Норберг в альбоме 1997 года « 5 часов 4 месяца и день» . Норберг так же позже участвовал на дебютном сольном альбоме Лунда «Unique», а также на ее втором музыкальном альбоме «Year Zero», выпущенном в 1997 и 2000 годах соответственно.

## Театрально-музыкальная работа
Лунд дебютировала в 1991 году в Мальмё в роли жены Керли в фильме Джона Стейнбека « Мыши и мужчины» . Она также имела роль Офелии в Гамлете Яна Бергмана в Рикстейтерне в Стокгольме в 1992 году. В том же году она выступила в роли Бет в фильме Сэма Шепарда « Den innersta lögnen» (англ .: The Innermost Lie). Год спустя она сыграла роль в мюзикле I hetaste laget (англ .: Too Hot to Handle) в Циркусе, Стокгольм.
В 1996 году она сыграла роль Лолы в пьесе Бло Энгельн, а также сыграла роль в « Цензорн» в Гётеборге .

## Личная жизнь
У Лунда есть сын, 1999 года рождения. Она была замужем за актером Йонасом Мальмшё в 2000—2002 годах. С 2006 по 2008 год она жила в Копенгагене . В 2013 году Лунд сообщил газете Aftonbladet, что ей поставили диагноз рак молочных желёз и оперировали на предмет рака груди и лимфатических узлов. В начале 2014 года Лунд сообщила, что вылечилась.

## Театральная работа
- 1992 — Гамлет — Офелия
- 1993 — Häxjakten — Abigal
- 1994 — я ненавижу лагет
- 1995 — Модер Свеа — этт екта свенскт сьельвморд
- 2003 — GG — Грета Гарбо
- 2003 — Виктор / Виктория
- 2008 — Blodsbröder — миссис Лайонс
- 2010 — Liket som visste for mycket — Мария Нилен (Dröse & Norberg)[21]

## Фильмография
- 1971 — Badjävlar (телевизионный фильм)
- 1979 — Ден ня маннискан (телевизионный фильм)
- 1986 — Студиректорнс сист стрид (сериал)
- 1989 — Кронвиттнет (сериал)
- 1991 — Midsommar (телевизионный фильм)
- 1992 — Kvällspressen (сериал)
- 1994 — SWIP (сериал)
- 1994-95 / 2001 — Rederiet (сериал)
- 1993 — детство ненавидит bottenlösa bassänger (телевизионный фильм)
- 1993 — Pariserhjulet (сериал)
- 1994 — Fallet Paragon (сериал)
- 1995 — Рена Рама Рольф (сериал)
- 1996 — Анна Холт (сериал)
- 1996 — Euroboy
- 1997 — Сьюкан (сериал)
- 1998 — Театр
- 1998 — Ивар Кройгер (сериал)
- 1998 — Аспирантерна (сериал)
- 1999 — Ня Лёгнер (телевизионный фильм)
- 1999 — самое длинное путешествие
- 1999 — Шён
- 2000 — Live är en schlager
- 2003 — Солистерна
- 2004 — Голливуд
- 2004 — Kärlekens språk
- 2005 — Wallander — Luftslottet
- 2005 — Гета канал 2 — Каналкампен
- 2006 — Изабелла (сериал)
- 2008 — Дженни Гер Йиген
- 2010 — Мамма Пойке

## Дискография
- - 997 — Unique
  - 2000 — Year Zero
  - 2004 — Everybody’s Darling
  - 2006 — Förlåt! Nej, jag menar aj.
  - 2011 — Living in Airports

### Синглы
- - 1997 — «Unique» / «One Day Jesus»
  - 1998 — «Silent Green» (inh. Stonebridge Radio Version, Red Mecca Remix, StoneBridge Full Version, Album Version)
  - 2000 — «Miss Colourful» (inh. Miss Colourful, Johnny’s Having a Breakdown)
  - 2003 — «Önska» (Carlsohn feat. Regina Lund) (inh. Radiomix, Orkestermix, Klubbmix, Musikvideo)
  - 2004 — «Too Small»
  - 2007 — «Rainbow Star» (inh. Radio Version, Oscar Holter Remix, Karaoke Version)
  - 2009 — «On the Waterfront» (w/ Raymond Watts)
  - 2010 — «All Over My Body» (w/ Conny Bloom)
  - 2011 — «In the Atmosphere»
  - 2011 — «Living in Airports»
  - 2011 — «Starlight» (w/Mmadcatz)

## Список используемой литературы
- 2005 — Diktsamlingen Förlåt! Недж, Джаг Менар Ай!
- 2009 — Романен Ничто, кроме Завесы
- 2011 — Diktsamlingen Laserstrålar